# Aimar Sher
Aimar Hazar Sher (Kirkuk, 20 dicembre 2002) è un calciatore iracheno naturalizzato svedese, centrocampista del Sarpsborg 08.

## Biografia
Nato in Iraq, si è trasferito a Stoccolma con la famiglia all'età di quattro anni.
Il suo nome di battesimo è ispirato al centrocampista argentino Pablo Aimar, giocatore preferito di suo padre.

## Caratteristiche tecniche
È un centrocampista difensivo.

## Carriera

### Club

#### Gli inizi in Svezia
Sher inizia a giocare nei settori giovanili di Mälarhöjdens IK ed Enskede IK, per poi entrare a far parte del vivaio dell'Hammarby nel 2014.
Fa il suo debutto fra i professionisti il 21 agosto 2019 nel match di Svenska Cupen vinto 3-1 contro l'IFK Luleå, mentre il 25 settembre seguente esordisce anche in Allsvenskan contro il Sirius.
Sher inizia poi la stagione 2020 dividendosi allo stesso tempo, grazie alla formula del doppio tesseramento, tra l'Hammarby e il prestito al Frej nella terza serie nazionale. Il 2 luglio 2020, nella vittoria contro il Varberg, inizia titolare per la prima volta nell'undici di partenza del tecnico dell'Hammarby Stefan Billborn. Nell'agosto del 2020 firma un rinnovo biennale.

#### Spezia e Groningen
Il 19 agosto 2021 viene acquistato dallo Spezia. Esordisce con i liguri (oltreché in Serie A) il 3 ottobre seguente in occasione della sconfitta per 4-0 contro il Verona. Durante il suo periodo con il club spezzino, trova però poco spazio, disputando solo tre gare in due anni.
Il 17 gennaio 2023, Sher viene ceduto a titolo temporaneo al Groningen, in Eredivisie. Il 1º settembre successivo, al rientro dal prestito in Olanda (in cui ha trovato poco spazio), rescinde consensualmente il proprio contratto con lo Spezia.

#### Sarpsborg 08
Dopo un provino di esito negativo con l'Odense nel settembre del 2023, il 20 dicembre dello stesso anno Sher viene ufficialmente ingaggiato a parametro zero dal Sarpsborg 08, squadra della massima serie norvegese, con cui firma un contratto triennale, valido a partire dal 1º gennaio 2024.

### Nazionale
Ha giocato nelle nazionali giovanili svedesi Under-17 ed Under-19, per poi esordire in Under-21 il 7 settembre 2023 contro la Bosnia ed Erzegovina.
Successivamente decide di rappresentare l'Iraq, suo paese natio, con cui ha esordito il 10 giugno 2025 nel successo per 0-1 in casa della Giordania.

## Statistiche

### Presenze e reti nei club
Statistiche aggiornate al 20 dicembre 2023.
| Stagione        | Squadra         | Campionato      | Campionato | Campionato | Coppe nazionali | Coppe nazionali | Coppe nazionali | Coppe continentali | Coppe continentali | Coppe continentali | Altre coppe | Altre coppe | Altre coppe | Totale | Totale | Totale |
| Stagione        | Squadra         | Comp            | Pres       | Reti       | Comp            | Pres            | Reti            | Comp               | Pres               | Reti               | Comp        | Pres        | Reti        | Pres   | Reti   |        |
| --------------- | --------------- | --------------- | ---------- | ---------- | --------------- | --------------- | --------------- | ------------------ | ------------------ | ------------------ | ----------- | ----------- | ----------- | ------ | ------ | ------ |
| 2019            | Hammarby        | A               | 1          | 0          | CS              | 3               | 0               |                    | -                  | -                  |             | -           | -           | 4      | 0      |        |
| 2020            | Frej            | D1              | 7          | 0          | CS              | 0               | 0               |                    | -                  | -                  |             | -           | -           | 7      | 0      |        |
| 2020            | Hammarby        | A               | 20         | 1          | CS              | 1               | 0               | UEL                | 0                  | 0                  |             | -           | -           | 21     | 1      |        |
| 2021            | Hammarby        | A               | 10         | 0          | CS              | 0               | 0               |                    | -                  | -                  |             | -           | -           | 10     | 0      |        |
| Totale Hammarby | Totale Hammarby | Totale Hammarby | 31         | 1          |                 | 4               | 0               |                    | -                  | -                  |             | -           | -           | 35     | 1      |        |
| 2021-2022       | Spezia          | A               | 1          | 0          | CI              | 1               | 0               | -                  | -                  | -                  | -           | -           | -           | 2      | 0      |        |
| 2022-gen. 2023  | Spezia          | A               | 0          | 0          | CI              | 1               | 0               | -                  | -                  | -                  | -           | -           | -           | 1      | 0      |        |
| Totale Spezia   | Totale Spezia   | Totale Spezia   | 1          | 0          |                 | 2               | 0               |                    | -                  | -                  |             | -           | -           | 3      | 0      |        |
| gen.-giu 2023   | Groningen       | ED              | 6          | 0          | CO              | 0               | 0               |                    | -                  | -                  |             | -           | -           | 6      | 0      |        |
| Totale carriera | Totale carriera | Totale carriera | 38         | 1          |                 | 6               | 0               |                    | -                  | -                  |             | -           | -           | 44     | 1      |        |

### Cronologia presenze e reti in nazionale
| Cronologia completa delle presenze e delle reti in nazionale ― Iraq | Cronologia completa delle presenze e delle reti in nazionale ― Iraq | Cronologia completa delle presenze e delle reti in nazionale ― Iraq | Cronologia completa delle presenze e delle reti in nazionale ― Iraq | Cronologia completa delle presenze e delle reti in nazionale ― Iraq | Cronologia completa delle presenze e delle reti in nazionale ― Iraq | Cronologia completa delle presenze e delle reti in nazionale ― Iraq | Cronologia completa delle presenze e delle reti in nazionale ― Iraq |
| Data                                                                | Città                                                               | In casa                                                             | Risultato                                                           | Ospiti                                                              | Competizione                                                        | Reti                                                                | Note                                                                |
| ------------------------------------------------------------------- | ------------------------------------------------------------------- | ------------------------------------------------------------------- | ------------------------------------------------------------------- | ------------------------------------------------------------------- | ------------------------------------------------------------------- | ------------------------------------------------------------------- | ------------------------------------------------------------------- |
| 10-6-2025                                                           | Amman                                                               | Giordania                                                           | 0 – 1                                                               | Iraq                                                                | Qual. Mondiali 2026                                                 | -                                                                   | 90+1’                                                               |
| Totale                                                              |                                                                     | Presenze                                                            | 1                                                                   |                                                                     | Reti                                                                | 0                                                                   |                                                                     |

## Palmarès

### Club

#### Competizioni nazionali
- Coppa di Svezia: 1

Hammarby: 2020-2021